# Tethina karatasensis
Tethina karatasensis är en tvåvingeart som beskrevs av Lorenzo Munari 1981. Tethina karatasensis ingår i släktet Tethina och familjen Canacidae.
Artens utbredningsområde är Turkiet. Inga underarter finns listade i Catalogue of Life.